# Аури (платформа)
А́ури (латыш. Auri) — остановочный пункт на железнодорожной линии Глуда — Реньге в Аурской волости Добельского края Латвии.

## Описание
Платформа расположена в 2 км от села Аури. Была открыта в 1929 году на участке железнодорожной линии Рига — Реньге — Лиепая. В 1932 году было построено каменное станционное здание, сохранившееся до наших дней.
До Риги — 72 км.